# Høgni Hoydal
Høgni Karsten Hoydal (født  28. marts 1966 i København) er færøsk politiker, formand for Tjóðveldi (Republikanerne). Han har  været landsstyremand (minister) og nu lagtingsmedlem og flere gange valgt ind i det danske Folketing fra folketingsvalget i 2001, 2005, 2007, og efter ikke at have opnået valg ved valget i 2011, blev han igen valgt i 2015, men valgte at overlade pladsen til sin suppleant Magni Arge.
Som politiker blev han kendt som manden der fra 1998 til 2004 forsøgte at gøre Færøerne selvstændig. I denne periode var han ligeledes minister for selvstændighed, justits og nordiske anliggender. Høgni Hoydal var i Folketinget medlem af Det Udenrigspolitiske Nævn, Nordisk Råd og Færøudvalget. 

## Biografi
Han er søn af fiskeribiolog Kjartan Hoydal og biolog Gunvør Hoydal, forfatteren Karsten Hoydal er hans farfar og skuespilleren og sangeren Annika Hoydal er hans faster. Sammen med Hildur Hermansen har han sønnerne Sjúrður (* 1988), Helgi (* 1996), og datteren Brim (* 1990)
Gik fra 1974-80 på Hoyvíkar skúli og fra 1980-83 på  Eysturskúlin, hvor han tog den udvidede afgangseksamen. 1987 fik han HF på Studentaskúlin og HF-Skeiðið i Tórshavn. 
Før han blev politiker arbejdede han som sømand fra 1983 til 1985 og som lærervikar fra 1987 til 1988. Fra 1988 til 1994 læste han til Cand.comm. i historie og kommunikation på Roskilde Universitetscenter, og var fra 1995 til 1998 journalist ved det færøske fjernsyn Sjónvarp Føroya.
- 1998 – medlem af Lagtinget
- 1999 – 2004 landstyremand for selvstyre- og justitsanliggender
- 2001 – Valgt til Folketinget og valgt til formand for Tjóðveldi
- 2002 – Valgt til Lagtinget den 30. apríl
- 2004 – Genvalgt til Lagtinget den 20. januar
- 2005 – Igen i Folketinget
- 2007 – Genvalgt til Folkatinget den 13. november
- 2008 – Landsstyremand for udenrigsanliggender fra februar til september
- 2008 – til 2011 medlem af Færøernes  Udenrigskomite
- 2011 – Genvalgt til Lagtinget den 29. oktober[2]
- 2011  – Næstformand for Udenrigskomiteen
- 2015 – Igen indvalgt i Folketinget
- 2015 – Genvalgt til Lagtinget den 1. september 2015 med 1142 stemmer, som var næstflest af alle.
- 2019 – Genvalgt til Lagtinget
- 2022 – Genvalgt til Lagtinget